# Monte Saint-Hilaire
El Monte Saint-Hilaire es una de las nueve Colinas Monterregias cercanas a Montreal, al suroeste de Quebec. Fue llamado así en honor de Hilario de Poitiers, doctor de la Iglesia. La montaña es parte de la zona central de la reserva de la biosfera   del Monte Saint-Hilaire, que fue incluida en 1978, la primera en Canadá.

## Geografía
Ubicado cerca de la ciudad de Mont-Saint-Hilaire y con 124 millones de años de edad, el Monte Saint-Hilaire cubre un área de 43.39 km en la orilla derecha de la cuenca del río San Lorenzo en Monterregia en Quebec, en la provincia del Valle de Richelieu. A 30 km al este de Montreal,  frente a la ciudad de Beloeil de la que está separada por el río Richelieu.
Se encuentran allí:
- Cerca de 300 minerales, de los cuales 16 son exclusivos de la región;[1]
- El lago Hertel;
- La cantera Poudrette, una explotación minera situada en el flanco noroeste de la montaña, una empresa familiar fundada en 1954;
- Un Centro de la naturaleza, dirigido por la Universidad McGill;
- La Reserva Natural Gault de la Universidad McGill, con una superficie de 970,2 hectáreas, de las cuales la parte oeste está abierta a los visitantes para actividades al aire libre;
- El Centro de aves heridas de Monterregia;

De su superficie total, 10 kilómetros cuadrados están protegidos, de los que 4,5 kilómetros cuadrados están estrictamente reservados y 5,5 kilómetros cuadrados abiertos al público.
La montaña tiene cuatro picos: Pan de Azúcar, Burned Hill, o Cerro Quemado, Rocky y Dieppe. Con sus 415 metros, el Pan de Azúcar es un mirador desde donde se puede admirar la región, ver el Estadio Olímpico de Montreal y ver las Montañas Adirondack en el Estado de Nueva York. El Rocky le sigue en segundo lugar con 400 metros sobre el nivel del mar y ofrece unas espléndidas vistas del norte y de las tierras agrícolas de la región. El Dieppe, con sus 381 metros de altura ofrece unas vistas impresionantes del río Richelieu. Por último, en la parte más elevada de los 300 metros del Burned Hill, o del Cerro Quemado, es posible admirar las huertas del sur y parte del Valle de Richelieu. Burned Hill sufrió un incendio forestal en 1948, de ahí su nombre. Esto explica también por qué el bosque es más joven.
Las primeras huertas del monte datan del 1751. Muchas huertas han desaparecido durante el siglo pasado, dando paso a los bosques o casas. Hoy día, las huertas situadas en la ladera de la montaña forman un cinturón de protección.
La corona verde o el piedemonte, el perímetro de la montaña, se compone de un bosque que protege el corazón de la Reserva de la Biosfera. Varias fincas privadas, que no forman parte del terreno propiedad de la Universidad de McGill, dividen el piedemonte. Aparte de los bosques de arces, y de nogales, hay varios tipos más de bosques, así como una fauna y una flora muy diversificadas.
El excursionismo a pie con 25 km de senderos incluyendo un sendero de interpretación, excursionismo con raquetas, el esquí de fondo y la observación de aves son las principales actividades. Un centro de interpretación gestionado por la  Universidad McGill,  utiliza una zona de la montaña con fines de investigación. La universidad, que es propietaria de la parte superior de la montaña desde  1958, consiguió que se reconociera la montaña como Refugio de Aves Migratorias en 1960, Reserva de la Biosfera en 1978, y como Reserva Natural en 2004.

### Lago Hertel

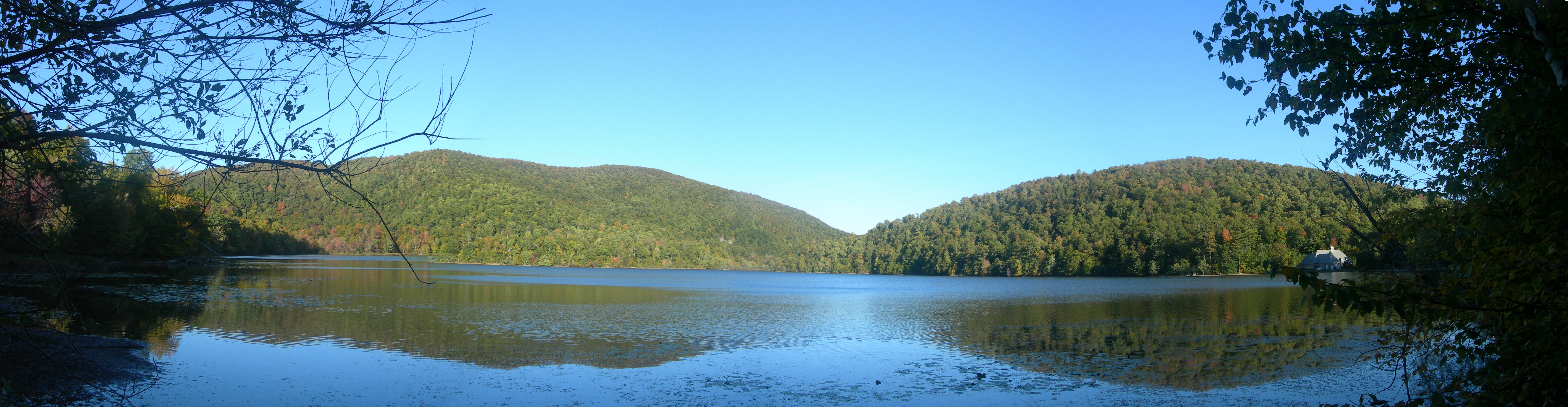
Lago Hertel, Monte Saint Hilaire

Hace alrededor de 10 000 años se formó el lago Hertel por la acción de los glaciares que cubrían la montaña. Situado en el centro del Monte Saint Hilaire, tiene una extensión de 0,3 km². Su profundidad media es de cinco metros y su profundidad máxima de nueve (alrededor de 30 pies). Tres arroyos alimentan el lago y uno desagua (en dirección al río Richelieu). Se encuentra a 173 metros sobre el nivel del mar y a 165 metros sobre el Río Richelieu, al que fluyen sus aguas.
El lago ya sirvió como reserva de agua para la ciudad de Monte Saint Hilaire. Por esta razón, la natación, la pesca y las embarcaciones fueron prohibidas. Hoy en día estas prácticas están prohibidas por motivos de conservación únicamente. Existe una zona de pícnic en sus orillas. Actualmente, el lago Hertel es la segunda reserva de agua potable de la ciudad.

## Geología
El Monte Saint Hilaire se formó hace alrededor de 130 millones de años en la época del Cretácico (período geológico que corresponde a la desaparición de los dinosaurios). Se ha demostrado que no se trata de un antiguo volcán. Se formó más bien como resultado de tres intrusiones subterráneas de magma. Sin embargo, el magma nunca llegó a la superficie, se solidificó en torno a los 2000 m de profundidad bajo una capa de rocas sedimentarias. Los glaciares han erosionado las rocas durante millones de años. Gracias a esas rocas magmáticas más duras, la montaña ha sido capaz de resistir la erosión de los glaciares.
Las rocas sedimentarias como la pizarra, y la caliza, que se encuentran en la superficie del monte St. Hilaire, son antiguas, de hace unos 500 millones de años. Proceden del período  Ordovícico, durante el cual casi el 70% de América quedó sumergida por el agua. Con el tiempo, se logró una metamorfosis de su forma por el calor del magma y la presión sobre ellas.
También hay rocas del período Silúrico y Devónico, pero estas son mucho más escasas. Estas últimas estarían muy degradadas por la acción de la erosión. Tendrían una edad de entre 360 y 440 millones de años.
Todos estos cambios geológicos han dado lugar a una amplia variedad de minerales: más de 300 muestras, de las cuales 50 son exclusivas del Monte Saint Hilaire. Se estima que el 10% de las muestras de minerales del mundo están en la montaña, por lo que es uno de los lugares más codiciados por los investigadores y coleccionistas de todo el mundo.

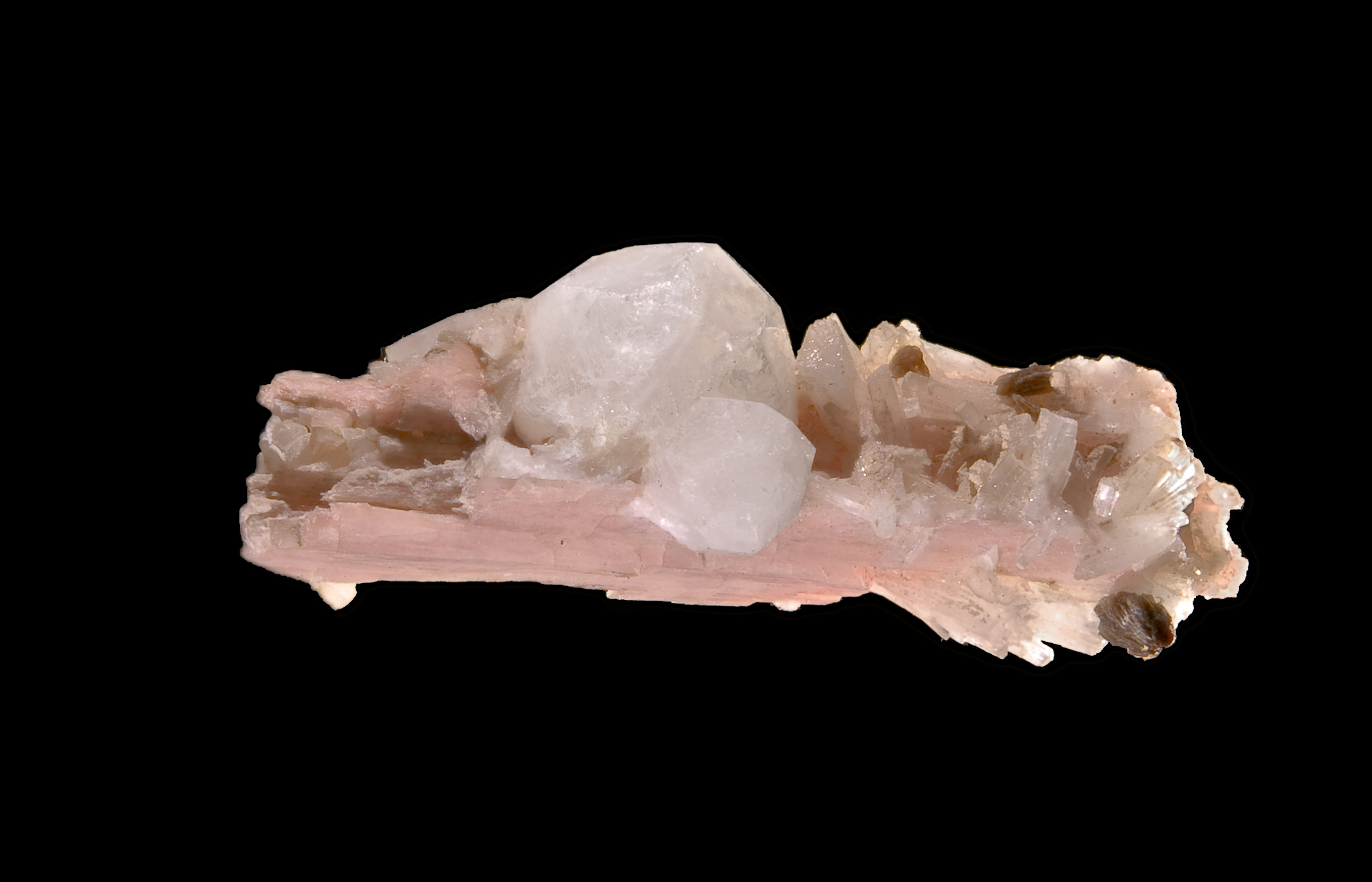
Analcime, serandite, Monte Saint-Hilaire

La analcima y el cuarzo son los que se encuentran más frecuentemente. El serandita, la siderita, la pectolita, la leifita y la hilairita (inspirado en el nombre de la montaña) son los más buscados. La mayoría de estos cristales se forman en las geodas, que originalmente proviene del gas desprendido del magma (el vapor de agua, el dióxido de carbono, el dióxido de azufre, etc.) que son atrapados y se enfrían en la roca formando burbujas. Existen de todos los tamaños y algunas pueden alcanzar un diámetro de varios metros.

## Flora y fauna
El Monte Saint Hilaire se caracteriza por una flora y fauna rica y diversa. La presencia de cuatro ecosistemas explica esta riqueza. Se trata del lago Hertel, la pre-Pradera, de los Acantilados del Dieppe y de una selva ancestral. Representa el último espacio intacto del bosque que cubría todo el valle del río Richelieu cuando la llegada de los primeros colonos franceses. Aunque la civilización se extendió solo por un 5% del bosque original, la zona no ha sufrido ningún uso comercial y ahora es un medio muy rico.
Regida por el Servicio Canadiense de Vida Silvestre de la Environment Canada, el Monte Saint Hilaire fue nombrado en 1978, la primera reserva canadiense de la biosfera en el marco del programa de la UNESCO sobre el hombre y la Biosfera. Las  Reservas de la Biosfera son ecosistemas reconocidos internacionalmente. Su objetivo es la convivencia armoniosa del hombre y la naturaleza.
|           | Taxon              | Número de especies |
| --------- | ------------------ | ------------------ |
| Animales  | Invertebrados      | 1000               |
| Animales  | Aves               | 200                |
| Animales  | Mamíferos          | 42                 |
| Animales  | Amfibios           | 12                 |
| Animales  | Peces              | 8                  |
| Animales  | Reptiles           | 3                  |
| Vegetales | Plantas vasculares | 600                |
| Vegetales | Briofitas          | 248                |
| Vegetales | Líquenes           | 54                 |

### Diversidad Vegetal
Situado en el dominio bioclimático del  arce americano, la zona más templada y diversa de Quebec, el bosque del Monte Saint-Hilaire se compone principalmente de  arce de azúcar (Acer saccharum ) y  hayas americanas (Fagus grandifolia). Algunos ejemplares tienen más de 400 años. Existen varias otras especies:  Nogal (Carya cordiformis), Fresno americano (Fraxinus americana), Pino rojo (Pinus resinosa), Pino blanco (Pinus strobus), Tsuga  (Tsuga canadensis), Tilia (Tilo americano).
Si bien la extensa región de Montreal incluye aproximadamente 1.800 especies de  plantas vasculares, el Monte Saint-Hilaire tiene más de 600. Unas treinta son consideradas raras o amenazadas. Las familias más representadas son las Asteraceae con 73 especies (11%), Cyperaceae con 48 especies (7%), Poaceae con 37 especies (7%), Rosaceae con 39 especies (7%) y helechos con 34 especies (6%)
Entre las plantas más comunes están el Trillium blanco, la  Sanguinaria, la Dicentra, la Aquilegia, la violeta y la Arisaema
También se encuentran 54 especies de líquenes, de los cuales varios son raros, y una amplia variedad de briofitas (212 especies de musgos y 36 especies de  hepáticas).

Algunas plantas comúnmente observadas en el Monte Saint-Hilaire
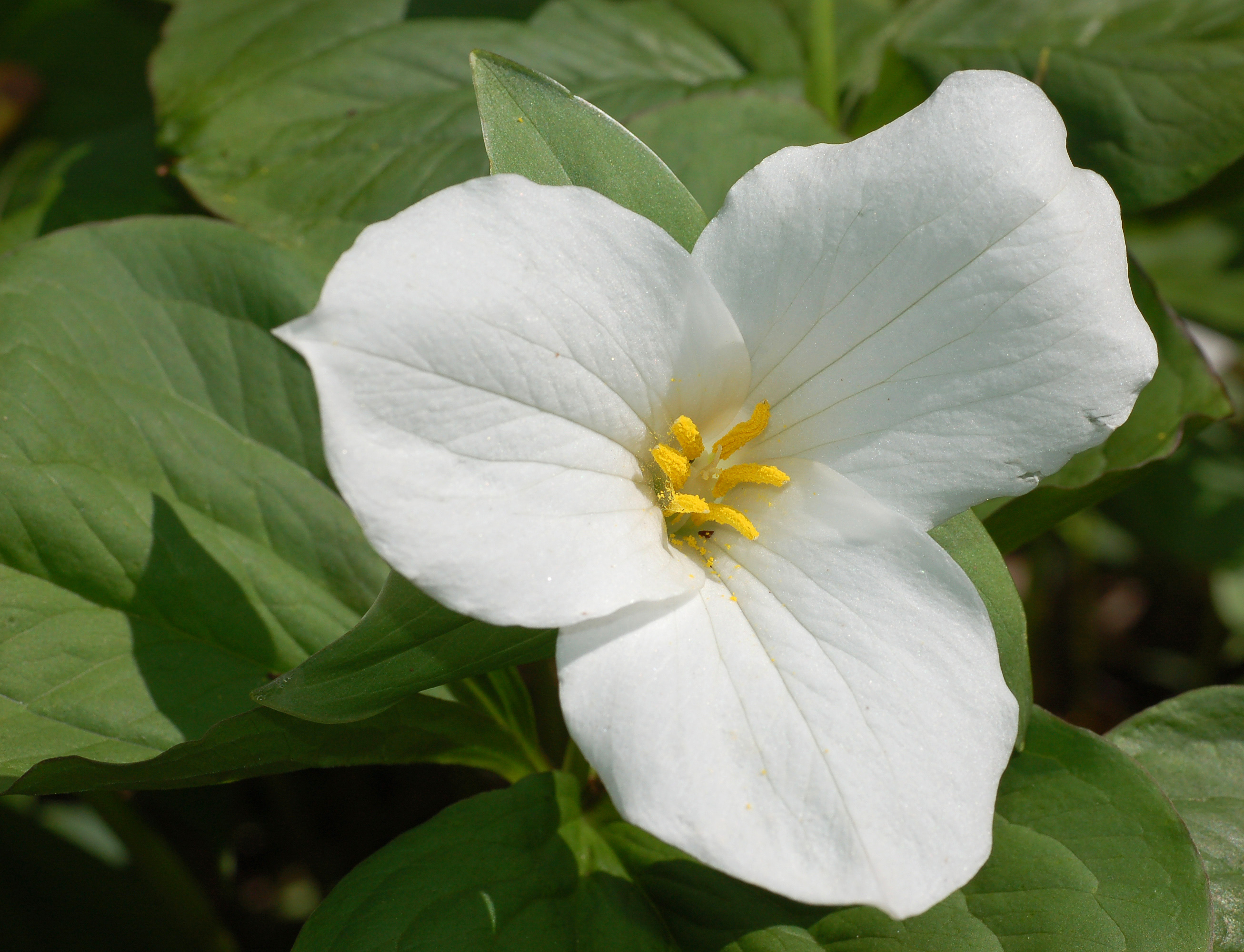
Trilio blanco (Trillium grandiflorum)
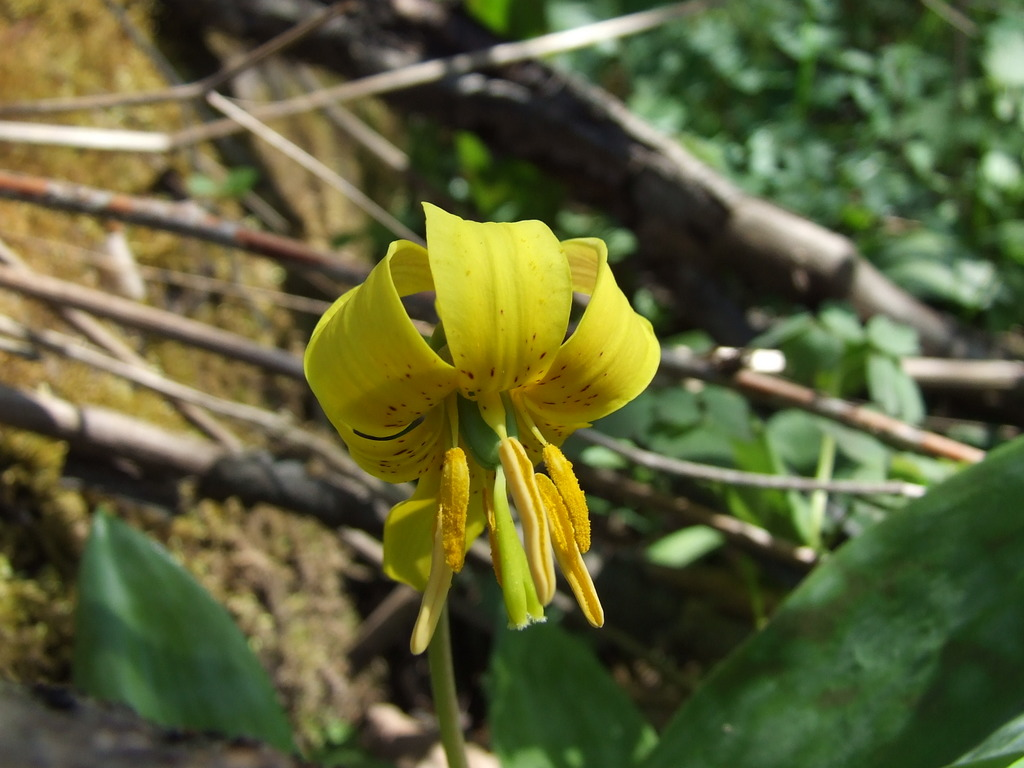
Érythrone de América (Erythronium americanum)
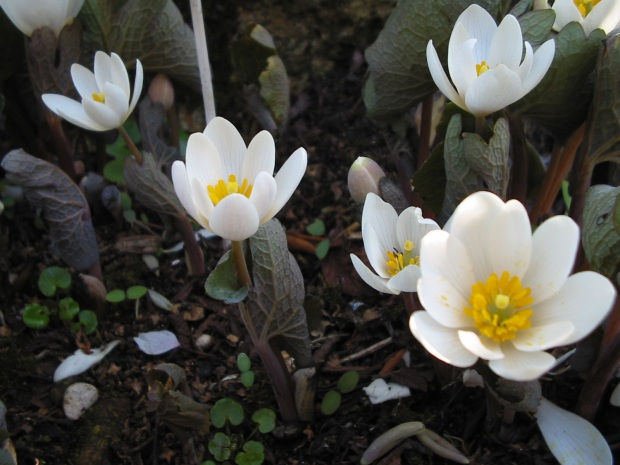
Sanguinaria (Sanguinaria canadensis)
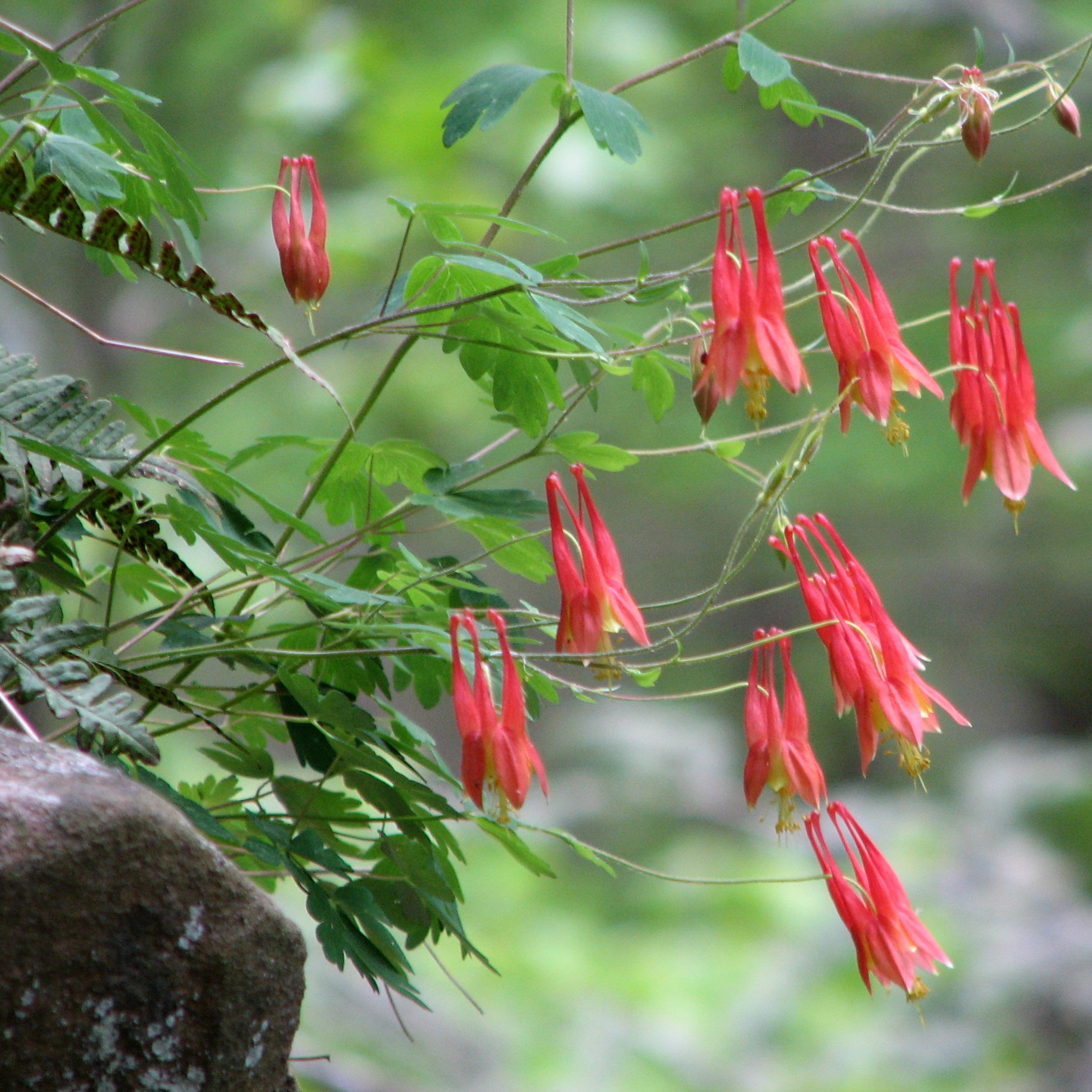
Aguileña común(Aquilegia canadensis)

### La diversidad animal
El bosque del Monte Saint-Hilaire tiene una amplia diversidad entomológica. En la montaña hay más de 800 especies de Lepidópteros (mariposas), algunas entre las más raras de Quebec. Hay más de 69 especies de escarabajos - 17 que son únicos -, 59 especies de áfidos, y 27 especies de colémbolos, incluyendo Lepidocyrtus fernandi  identificado en 1998.

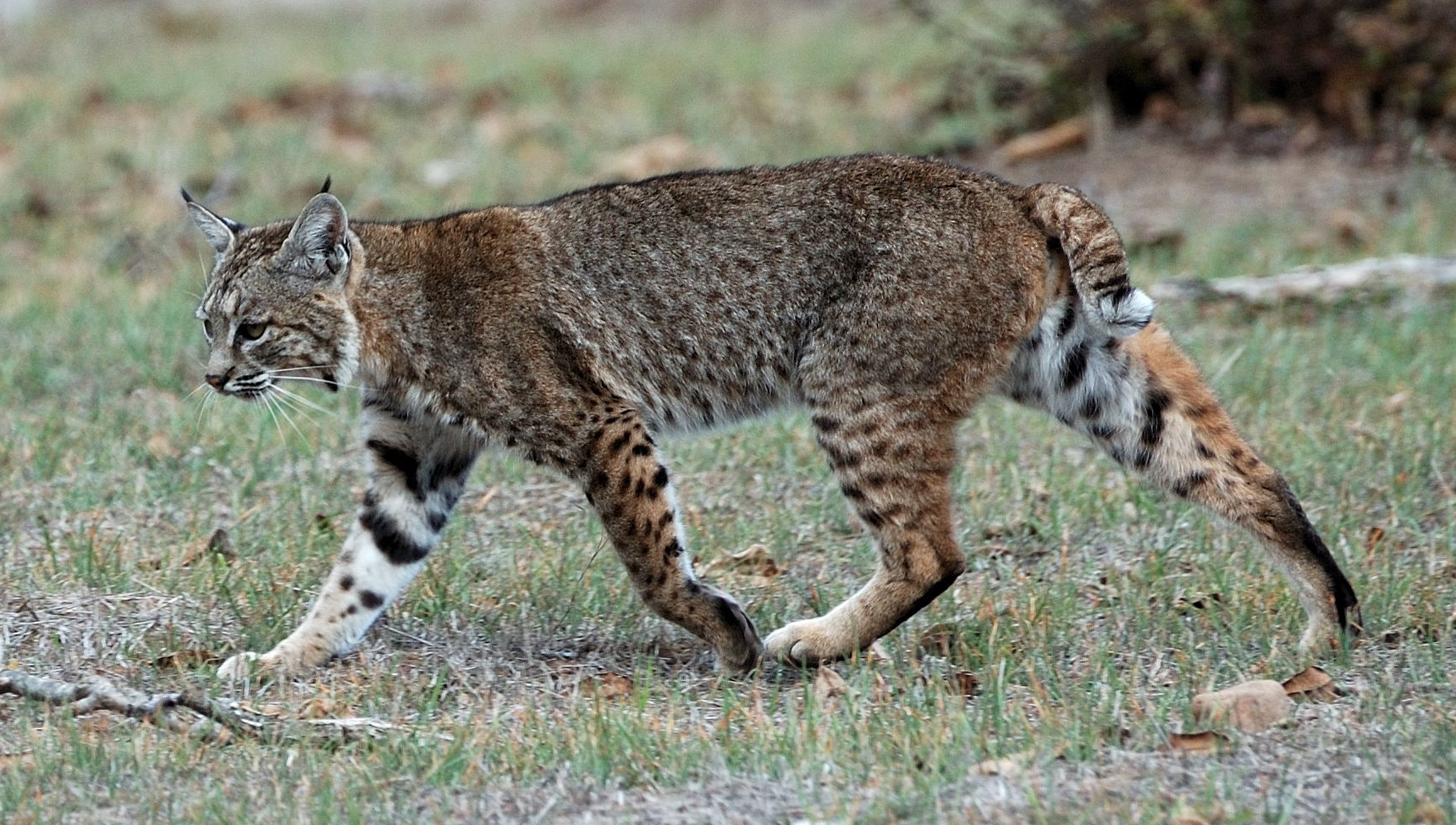
Un lince (Lynx rufus)

Entre las cuarenta especies de mamíferos observadas en el Monte Saint-Hilaire se cuentan las siguientes: la ardilla roja americana, las tamias (Sciuridae), el mapache, el zorro rojo , el conejo, la liebre americana, el puercoespín, el visón, la comadreja, el armiño y la marmota. Algunos animales, como la ardilla voladora y los murciélagos, son principalmente activos por la noche, mientras que otros, como el coyote y el ciervo son más temerosos y evitan a los seres humanos. Hay una sola especie de lince - una especie cuya supervivencia se ve amenazada en Quebec - ha sido avistada en el lugar en 1999.
Cerca del lago Hertel hay quince especies de ranas, de salamandras y reptiles, de los que el más popular es la culebra rayada, fácilmente reconocible por su color amarillo y negro. El lago también es el hogar de una docena de especies de peces, incluida el caballero de cobre, un pez único en el mundo.
En 1952, el Monte Saint-Hilaire fue declarado "Refugio de Aves", en 1960, "Refugio de Aves Migratorias". Se trata de un lugar de cría y de diversos lugares de descanso para las aves en Quebec. Se han identificado 218 especies de aves - lo que representa el 60% de todas las especies en el suroeste de Quebec - y el 85% de ellos hacen de la montaña un santuario ornitológico. Entre los más destacados figuran el pico menor, el pico velloso, el pico grande. También está el ganso y el ánade real. El Monte Saint-Hilaire es también un conocido lugar de escala para la observación de los  gansos de Canadá.
Situado en el lado sur de la montaña, el acantiladode Dieppe es un importante hábitat de anidación del halcón peregrino, una especie en peligro de extinción en Quebec. Desde hace más de 15 años, las parejas anidan en las paredes del acantilado.
La Reserva Natural Gault del Monte St. Hilaire, lleva el nombre de la persona que la adquirió, el brigadier AH Gault. Una vez en propiedad de la montaña en 1913, quiso proteger sus cualidades naturales. En 1958, el Sr. Gault donó el territorio a la Universidad McGill, y desde entonces el territorio está dedicado a la protección del medio ambiente, la investigación científica, la educación y el ocio . En 1960, el Monte Saint-Hilaire fue reconocido como un refugio para las aves migratorias y en 1978 como la primera Reserva de la Biosfera por la UNESCO en Canadá.
Para proteger el Mont Saint-Hilaire de los daños causados por la actividad humana, el número de grupos está limitado a 200 visitantes al día y deben firmar un compromiso de respetar el medio ambiente.
El Monte Saint-Hilaire tiene varios estatutos de protección:
- Nivel Internacional: El Monte Saint-Hilaire fue elegido por la UNESCO[15] como Reserva de la Biosfera. Esta protección se da para asegurar una gestión local en consonancia con los objetivos de conservación de la naturaleza, el desarrollo económico y los valores culturales de la región. La UICN ha clasificado el Monte Saint-Hilaire como un área protegida de categoría I (reserva integral) y III (elemento natural importante).
- A nivel nacional: en 1960, Medio Ambiente de Canadá[16] permitió la creación de un Santuario de Aves Migratorias (ROM).  Los ROMs tienen por misión proteger a las aves de la caza o de cualquier otra actividad que pueda perturbarlas durante sus paradas en sus lugares de reproducción o en sus escalas.
- Nivel provincial: en 2003, el Ministerio de Desarrollo Sostenible, Medio Ambiente y Parques (MDDEP) le dio el título de reserva natural en un sitio geográfico privado.
- Nivel municipal y regional: es un área de conservación en el marco del plan de gestión de la ciudad de Monte Saint-Hilaire.

## Clima
|            | Máxima | Mínima | Media |
| ---------- | ------ | ------ | ----- |
| Enero      | -5     | -14    | -9    |
| Febrero    | -3     | -13    | -8    |
| Marzo      | 2      | -6     | -1    |
| Abril      | 11     | 0      | 6     |
| Mayo       | 19     | 7      | 13    |
| Junio      | 24     | 12     | 8     |
| Julio      | 27     | 15     | 21    |
| Agosto     | 25     | 13     | 19    |
| Septiembre | 20     | 8      | 14    |
| Octubre    | 13     | 3      | 8     |
| Noviembre  | 5      | -2     | 1     |
| Diciembre  | -2     | -10    | -6    |

Estadísticas meteorológicas en un período de 30 años, desde 1961 a 1991.

## OVNI
El Monte Saint-Hilaire es un lugar de paso de ovnis en Quebec. Hubo varios testimonios sobre el tema en los medios de comunicación de Quebec en 1970.[cita requerida]